# Ламбаша, Долорес
Доло́рес Ламбаша́ (хорв. Dolores Lambaša; 29 марта 1981, Шибеник — 23 октября 2013, Славонски-Брод) — хорватская актриса.

## Биография
Долорес Ламбаша родилась 29 марта 1981 года в Шибенике (СФРЮ).
В 2006—2013 года Долорес сыграла в 9-ти фильмах и телесериалах, а также играла в театрах. В марте 2007 года Ламбаша была названа №84 в листе «Топ 100 самых сексуальны женщин-звёзд Хорватии» журнала об образе жизни «Globus».
С лета 2009 года до сентября 2012 года Долорес состояла в фактическом браке с бизнесменом Иосифом Радельяком и помогла ему в воспитании его дочери Ланы, чья жена и мать — актриса Эна Бегович (1960—2000) — погибла в автокатастрофе, когда дочери был месяц. 13 лет спустя после гибели Бегович, 23 октября 2013 года около 6:30 утра, 32-летняя Ламбаша также попала в автокатастрофу в Славонски-Броде (Хорватия) и скончалась несколько часов спустя в госпитале «Dr. Josip Benčević» от травм, несовместимых с жизнью.

## Роли

### ТВ
- Ruža vjetrova (2012-2013)
- Najbolje godine (2010)
- Zakon Ljubavi (2008)
- Zauvijek susjedi (2008)
- Dobre namjere (2007-2008)
- Odmori se, zaslužio si (2006)

### Кино
- Tumor (2010)
- Vjerujem u anđele (2009)
- Pravo čudo (2007)

### Театр
- 2006 - Federico García Lorca